# Gero Erhardt
Gero Erhardt (Berlino, 17 febbraio 1943 – Jersbek, 23 settembre 2021) è stato un regista e direttore della fotografia tedesco, attivo prevalentemente in campo televisivo.
Nel corso della sua carriera, ha diretto, tra l'altro, vari episodi delle serie televisive L'eredità dei Guldenburg (Das Erbe der Guldenburgs), Il commissario Kress/Il commissario Herzog (Der Alte) e Amici per la pelle (Freunde fürs Leben). Era nipote del direttore d'orchestra Gustav Erhardt, figlio dell'attore Heinz Erhardt e padre dell'attore Marek Erhardt.

## Filmografia parziale

### Regista
- Eine etwas sonderbare Dame - film TV (1982)
- Nesthäkchen - serie TV, 6 episodi (1983)
- Patrik Pacard - miniserie TV, 6 episodi (1983)
- Tegtmeier - serie TV, ep. 02x01-02x02 (1985)
- Oliver Maass - serie TV, 6 episodi (1985)
- L'ispettore Derrick - ep. 13x10-14x10-15x02 (1986-1988)
- Il commissario Kress/Il commissario Herzog (Der Alte) - serie TV, 28 episodi (1987-2009)
- L'eredità dei Guldenburg (Das Erbe der Guldenburgs) - serie TV, 32 episodi (1987-1990)
- Die Männer vom K3 - serie TV, 5 episodi (1988-1997)
- Amici per la pelle (Freunde fürs Leben) - serie TV, 18 episodi (1992-1993)
- Flash - Der Fotoreporter - miniserie TV (1993)
- Der rote Vogel - miniserie TV (1993)
- Rosamunde Pilcher - Profumo di timo (Rosamunde Pilcher - Wilder Thymian) - film TV (1994)
- Immenhof - serie TV (1994)
- Ein unvergeßliches Wochenende - serie TV, ep. 01x10 (1994)
- La nave dei sogni - serie TV, ep. 01x24-01x25 (1994-1995)
- Der Mann ohne Schatten - serie TV, ep. 01x02-01x03-01x04 (1996)
- Alphateam - Die Lebensretter im OP - serie TV (1997)
- Guardia costiera (Küstenwache) - serie TV, ep. 01x13 (1997)
- Freunde wie wir - serie TV, ep. 01x08-01x09-01x11 (1997)
- Il nostro amico Charly (Unser Charly) - serie TV, ep. 03x12-03x13 (1998)
- Rosamunde Pilcher - Blüte des Lebens - film TV (1999)
- Julia - Eine ungewöhnliche Frau - serie TV, 4 episodi (1999)
- Dr. Stefan Frank - Der Arzt, dem die Frauen vertrauen - serie TV, ep. 05x18 (2000)
- All'ombra del passato (Ein Mann gibt nicht auf) - film TV (2000)
- Zwei Männer am Herd - serie TV, ep. 02x07 (2000)
- Das Geheimnis der Mittsommernacht  - film TV (2001)
- Verliebt auf Bermuda - film TV (2002)
- Unter weißen Segeln - serie TV, ep. 01x06 (2006)
- Der Ferienarzt - serie TV, ep. 03x02 (2006)
- Siska - serie TV, 6 episodi (2007-2008)

### Direttore della fotografia
- Beat-Club - serie TV, ep. 01x06-01x07 (1966)
- Schlagzeilen über einen Mord - film TV (1970)
- Reisen in Deutschland -  1 episodio (1970)
- Drüben bei Lehmanns - serie TV, 16 episodi (1970-1973)
- F.M.D. - Psychogramm eines Spielers - film TV (1971)
- Tatort - serie TV, ep. 01x13-01x70 (1971-1977)
- Nerze nachts am Straßenrand - film TV (1973)
- Die Geschichte einer dicken Frau - film TV (1973)
- Telerop 2009 - Es ist noch was zu retten - serie TV, ep … (1974)
- Motiv Liebe - serie TV, 5 episodi (1975)
- Tadellöser & Wolff - miniserie TV, 2 episodi (1975)
- Der schwarze Storch - film TV (1976)
- Geschichten aus der Zukunft - serie TV, ep. … (1978)
- Ein Mord am Lietzensee - film TV (1978)
- Balthasar im Stau - film TV (1979)
- Ein Kapitel für sich - miniserie TV, 3 episodi (1979-1980)
- L'ispettore Derrick - serie TV, ep. 08x01, regia di Helmuth Ashley (1981)
- Ein Zug nach Manhattan - film TV (1981)
- Ein neues Programm von und mit Otto Waalkes - film TV (1981)
- Die Fahrt nach Schlangenbad - film TV (1981)
- Ein Winter auf Mallorca - film TV (1982)
- Tiefe Wasser - miniserie TV,  2 episodi (1983)
- La nave dei sogni - serie TV, 6 episodi (1983-1984)
- Schließfach 763 - film TV (1986)
- Ein neues Programm von und mit Otto Waalkes - film TV (1981)
- Die schönsten Geschichten mit Heinz Rühmann - film TV (1994)